# Handbuch Rechtsradikalismus
Das Handbuch Rechtsradikalismus mit dem Untertitel Personen – Organisationen – Netzwerke. Vom Neonazismus bis in die Mitte der Gesellschaft ist ein grundlegendes Nachschlagewerk zum Rechtsextremismus in der Bundesrepublik Deutschland. Es wurde 2002 durch den Politikwissenschaftler Thomas Grumke und den Kriminalisten Bernd Wagner im Verlag Leske + Budrich in Opladen herausgegeben.

## Inhalt
Die Fachautoren des Sammelbandes, der aus dem Zentrum Demokratische Kultur (ZDK) heraus entstand, sind neben den Herausgebern Thomas Grumke und Bernd Wagner: 
| - Renate Bitzan - Dierk Borstel - Margret Chatwin - Wolfgang Gessenharter - Friedrich Paul Heller | - Lorenz Korgel - Anton Maegerle - Michael Minkenberg - Armin Pfahl-Traughber | - Thomas Pfeiffer - Dieter Rucht - Sven Pötsch - Helmut Willems |

Thematisch werden u. a. die Entwicklungen des Rechtsextremismus in Ost- und Westdeutschland, Betrachtungen Osteuropas und die Netzwerkstrukturen auf internationaler Ebene betrachtet. Es werden Medien, Musik und Rechtsextremismus im Internet vorgestellt. Weiterhin geht es um Gewalt und Rechtsterrorismus. Auch von Interesse sind Antisemitismus und die Neue Rechte. Abschließend behandeln die Autoren: Mythologie, Okkultismus, Symbolik und Kleidung.

## Ausgabe
- Thomas Grumke, Bernd Wagner (Hrsg.): Handbuch Rechtsradikalismus. Personen – Organisationen – Netzwerke. Vom Neonazismus bis in die Mitte der Gesellschaft. Leske + Budrich, Opladen 2002, ISBN 3-8100-3399-5.